# Isla de Cedros
Isla de Cedros es una isla ubicada en el océano Pacífico, perteneciente al estado de Baja California, México ubicada a 24 km al noroeste de la costa, en Punta Eugenia, BCS y 425 km al sur de Ensenada.  
La Isla de Cedros cuenta con aproximadamente 2,925 habitantes, siendo el pueblo de Cedros el más habitado de la Isla. Y es una delegación del municipio de Ensenada (Baja California).Es la cuarta isla más grande de México con una superficie de 347 km², con 8 localidades y 25 especies endémicas.
La economía de la isla depende de Exportadora de Sal una empresa salinera propiedad del Gobierno Mexicano y Mitsubishi. También depende de la cooperativa Pescadores Nacionales de Abulón dedicado a la pesca y la venta de langosta y abulón

## Toponimia
El nombre oficial de la Isla Cedros proviene de los cedrus, árbol típico de Líbano que antes poblaba la isla de manera más densa. Otros nombres utilizados para nombrarla son Huamalgua o Nebulosa por la cantidad de niebla que había en el Monte Cedros.

## Historia
Los españoles que llegaron a la isla en 1539 la encontraron habitada por indígenas. Francisco de Ulloa fue el primer europeo en llegar ese año,[cita requerida] ya que recorrió las costas de los hoy estados de Sonora, hasta llegar al delta o desembocadura del Colorado, al cual nombraron Ancón de San Andrés, el Alto Golfo de California, y luego hacia el sur por las costas de la Baja California Sur, hasta llegar a Cabo San Lucas y, después recorrió el litoral del Océano Pacífico hasta llegar a Isla de Cedros, en el hoy estado de Baja California.
Hace 300 años, Isla de Cedros albergaba piratas que atacaban a los galeones españoles que, cargados de tesoros, procedían de las Filipinas y transportaban a la Nueva España para ser enviados desde allí a España.[cita requerida]
En 1732, debido a la dificultad que presentaba el llegar a la isla, los frailes dominicos trasladaron la población indígena a tierra firme con el fin de evangelizarlos. Después llegaron cazadores de pieles a la isla entre 1790 y 1850 en busca de focas y nutrias marinas, que cazaron hasta exterminarlas. La extracción de oro y cobre tuvo lugar en la punta norte de la isla entre los años 1890 y 1917. En 1920 se fundaron la villa pesquera y la enlatadora de Puerto Cedros, mientras que el muelle para la carga de sal fue construido en 1966. La cartografía detallada de la isla la elaboraron durante la década de 1970 geólogos mexicanos y estadounidenses.[cita requerida]

## Geografía y clima
Isla de Cedros tiene una elevación máxima de 1,200 msn en el Monte Cedros. La vegetación desértica prevalece en las partes bajas de la isla, mientras que en las cumbres elevadas crecen pinos y cedros. La isla se encuentra frecuentemente cubierta de neblina, por lo que la vegetación se ha adaptado para captar la humedad proveniente de esta. La parte occidental de la isla es barrida por los vientos provenientes del Océano Pacífico y los huracanes la golpean prácticamente cada año.

## Localidades de la Isla

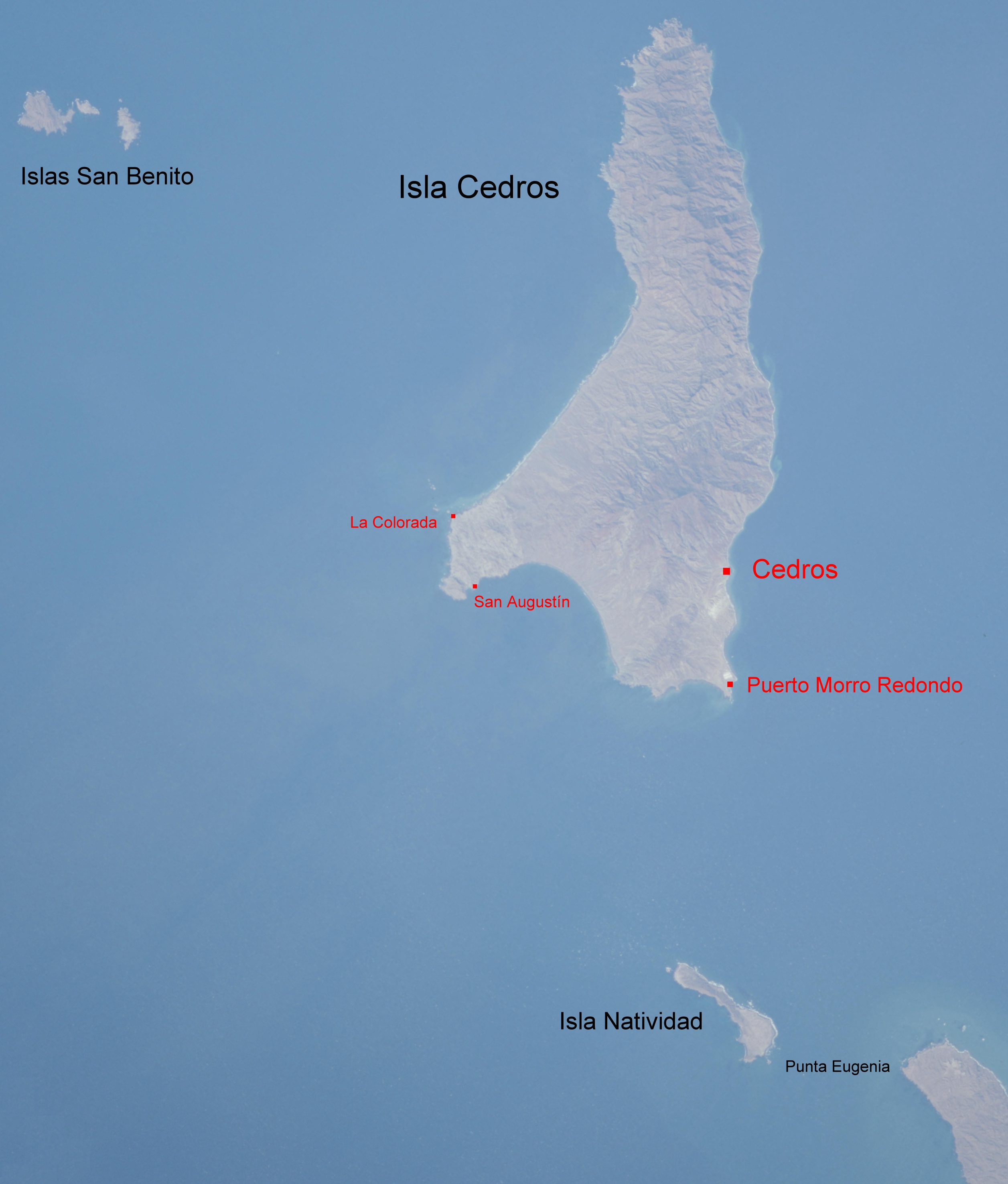
Imagen de la Isla de Cedros.

### Cedros
Sede de la delegación, también conocido como Isla Cedros, ubicado en la costa sureste. El pueblo fue fundado por pescadores en 1920, Aquí se encuentra la cooperativa Pescadores Nacionales de Abulón, zona comercial, sede de la delegación, centros educativos, playas y un malecón. Según el Censo Nacional 2020 en Cedros viven 1,233 habitantes.

### Morro Redondo
Es el segundo pueblo en importancia, ubicado cerca de la punta sureste de la isla. El pueblo fue construido por el Gobierno Mexicano y por la corporación Mitsubishi para alojar a los trabajadores de la Exportadora de sal. 
En esta localidad se encuentran las instalaciones de Exportadora de Sal y un puerto marítimo, el Aeropuerto Nacional de Isla de Cedros. Según el Censo Nacional 2020 en Morro Redondo viven 605 habitantes,

### Jerusalém
Es otra zona en el pueblo de Morro Redondo, y en donde se encuentran centros educativos y zonas residenciales.

### Lomas Blancas
Es un pueblo minero temporal con algunas casas, localizado entre Cedros y Morro Redondo.

### San Agustín
Es un pueblo pesquero temporal con 20 casas. Localizado aproximadamente 1 km de Cabo San Agustín, la punta suroeste de la isla.

### La Colorada
Se localiza en la costa suroeste con aproximadamente 10 casas y a 4 km al norte de San Agustín.

### Wayle
Es un pequeño pueblo de 15 casas en Bahía del Sur, y a 3 km al noroeste de San Agustín.

### Punta Norte
Es un pueblo minero de aproximadamente 25 casas localizado en la costa noreste, a 3.5 km del borde norte de la isla, también llamado Punta Norte. La mina los Crestones se encuentra a 2 km al sureste.

## Gastronomía

### Chorizo de abulón
Isla de Cedros es la cuna del chorizo de abulón. En los años entre 1945 y 1965, los habitantes de esta isla de pescadores en su mayoría, vivían de la captura y empaque de langosta y abulón. En aquellos tiempos todos los insumos se recibían por barco, y cuando había un retraso de cualquier naturaleza, solo se comía langosta y abulón. Esto motivó a los pescadores a crear una variedad de platillos a base de estos ingredientes y pescados; la energía eléctrica no era continua y solo había mientras la planta de luz trabajaba, de tal forma que el preparar chorizo de abulón, facilitaba enormemente su preservación, ya que por su alto contenido de vinagre este no requería de refrigeración.
Así es como nació la preparación del chorizo de abulón, al igual que el resto de sus variantes, como lo es en coctel, filete, seco, crema, paté, ensalada acompañada con langosta, trozos de tortillas de maíz fritas y otros.
Actualmente este platillo lo preparan en pocos lugares, por la dificultad de conseguir el recorte de abulón, ya que su captura está dentro del programa de vedas y es un producto de temporada. Se puede degustar de este exquisito molusco durante la temporada de captura (diciembre a junio), en algunos restaurantes de la ciudad de Ensenada y por su puesto, en Isla de Cedros.

## Flora y fauna

### Endemismos
La isla de Cedros alberga 25 taxones que son endémicos que se encuentran en muy pocos lugares fuera de la isla. En estos se incluyen 6 animales y 19 plantas:
Animales
- Lagarto de la isla de Cedros, Elgaria cedrosensis - endémico
- Culebra topera de isla Cedros, Pituophis insulanus - endémica
- Reyezuelo de Bewick de la isla de Cedros, Thryomanes bewickii cerroensis -  casi-endémico   Actualmente incluye T. b. atricauda procedente de la tierra firme adyacente.
- Ciervo mulo de la isla de Cedros, Odocoileus hemionus cerrosensis - endémico
- Conejo de la isla de Cedros, Sylvilagus bachmani cerrosensis - endémico
- Ratón de los cactus de la isla de Cedros, Peromyscus eremicus cedrosensis - endémico

Plantas
- Cryptantha maritima var. cedrosensis - endémico
- Dudleya cedrosensis - endémico
- Dudleya pachyphytum - endémico
- Eriogonum molle - endémico
- Harfordia macroptera ssp. fruticosa - endémico
- Leptodactylon veatchii - endémico
- Lotus cedrosensis - endémico
- Malva pacifica  - endémico
- Mammillaria goodridgii - endémico
- Mimulus stellatus - endémico
- Monardella thymifolia - endémico
- Penstemon cedrosensis - endémico
- Pinus radiata var. binata (Pino monterrey de la isla de Guadalupe) - casi-endémico; posiblemente separable como var./ssp. cedrosensis y en este caso endémico
- Porophyllum cedrense - endémico
- Quercus cedrosensis (Encino de la isla de Cedros) - casi-endémico
- Rhus integrifolia var. cedrosensis - endémico
- Senecio cedrosensis - endémico
- Verbesina hastata - endémico
- Xylonagra arborea ssp. arborea - endémico